# Primus (heilige)

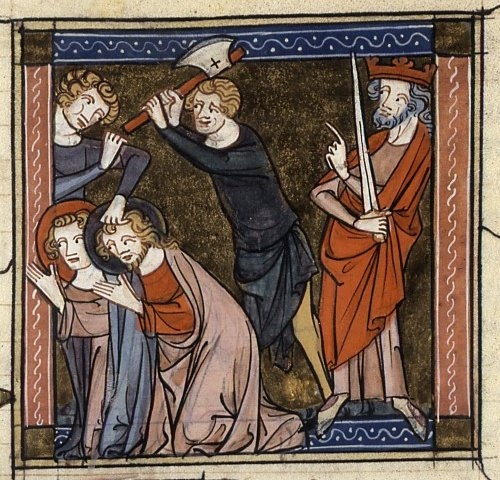
Felicianus en Primus (afbeelding uit een 14e-eeuws manuscript)

Primus (ca. 220 - ca. 305), martelaar en heilige, wordt doorgaans samen met zijn broer Felicianus genoemd. Volgens de overlevering waren beiden officier uit een patriciërsgeslacht, die onvermoeibaar mensen tot het christendom bekeerden. Toen zij een bezoek brachten aan christenen die in hun cel hun terechtstelling afwachtten, werden zij wegens hun solidariteit met deze vervolgde christenen opgepakt en voor de leeuwen gegooid in het Colosseum van Rome. De legende vertelt dat zij op wonderbaarlijke wijze gered werden, doordat de leeuwen zich voor hun voeten neervlijden. Als straf werden zij alsnog onthoofd aan de Via Nomentana. Hun geschiedenis zou zich rond 304-305, de tijd van de vervolging onder Diocletianus, hebben afgespeeld.
Paus Theodorus I liet in de 7e eeuw hun relieken naar de Romeinse kerk van San Stefano Rotondo overbrengen. Ze waren de eerste heiligen die van buiten naar een kerk in Rome werden overgebracht. In deze cirkelvormige kerk staan 22 ionische zuilen, welke in de periode van 1572-1585 door de kunstenaars Niccolo Pomerancio en Antonio Tempesta voorzien werden van 24 scènes uit de martelaarsgeschiedenis. Ook afbeeldingen uit de lijdensgeschiedenis van Primus en Felicianus zijn er afgebeeld. 
In de San Stefano Rotondo bevindt zich een zijkapel van Primus en Felicianus, die rond de overbrenging van de relieken (642-649) ontstond. Hier worden beide heiligen nogmaals afgebeeld, deze keer in een 7e-eeuws mozaïek. Het is overigens een van de weinige voorbeelden van mozaïekkunst uit de 7e eeuw. In dezelfde tijd werden relieken overgebracht naar onder meer Luik, Salzburg, Maria Wörth in Karinthië en naar Prüm in de Eifel.
Primus en Felicianus worden in de katholieke kerk op 9 juni herdacht. Beiden gelden als wellness-patronen. Lokaal wordt Primus tegen sprinkhanen aangeroepen.